# 펄 신
펄 신(Pearl Sinn, 영어: Ji Young "Pearl" Sinn-Bonanni, 1967년 7월 17일 ~)은 대한민국 출신의 한국계 미국인 프로골퍼로, LPGA에서 활약하였던 전직 골프 선수이다. 2002년 결혼 이전에 쓰던 이름은 "펄 신"이며, 한국명으로는 신지영이다. 원래의 출신지는 서울특별시이며, 자신이 9살 때 가족과 함께 미국으로 이주하여 기존의 한국 국적을 버리고, 14세때부터 미국시민권자을 정식으로 부여하였다.

## 아마추어 우승 경력
- 미국 여자 아마추어 퍼블릭 링크(영어판) : 1988~1989년
- 미국 여자 아마추어 골프 선수권 대회(영어판) : 1988년

## 프로 우승 경력

### LPGA 투어 우승
| No. | 날짜            | 토너먼트                | 우승 점수          | 우승     | 준우승      |
| --- | --------------- | ----------------------- | ------------------ | -------- | ----------- |
| 1   | 1998년 6월 30일 | State Farm Rail Classic | –16 (69-66-65=200) | 1 stroke | 미셸 레드먼 |

### KLPGA 우승
- 1999 바이코리아 여자오픈

## 미국 국가대표팀 출전
아마추어
- 커티스 컵(영어판) : 1988년
- 에스피리토 산토 트로피(영어판) : 1988년